# Friedrich Gottlieb Probsthayn

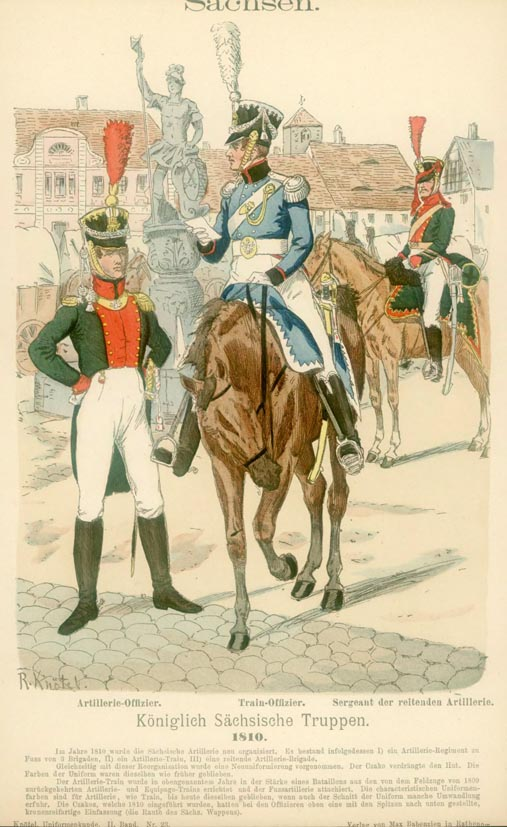
Uniform der sächsischen Artillerie

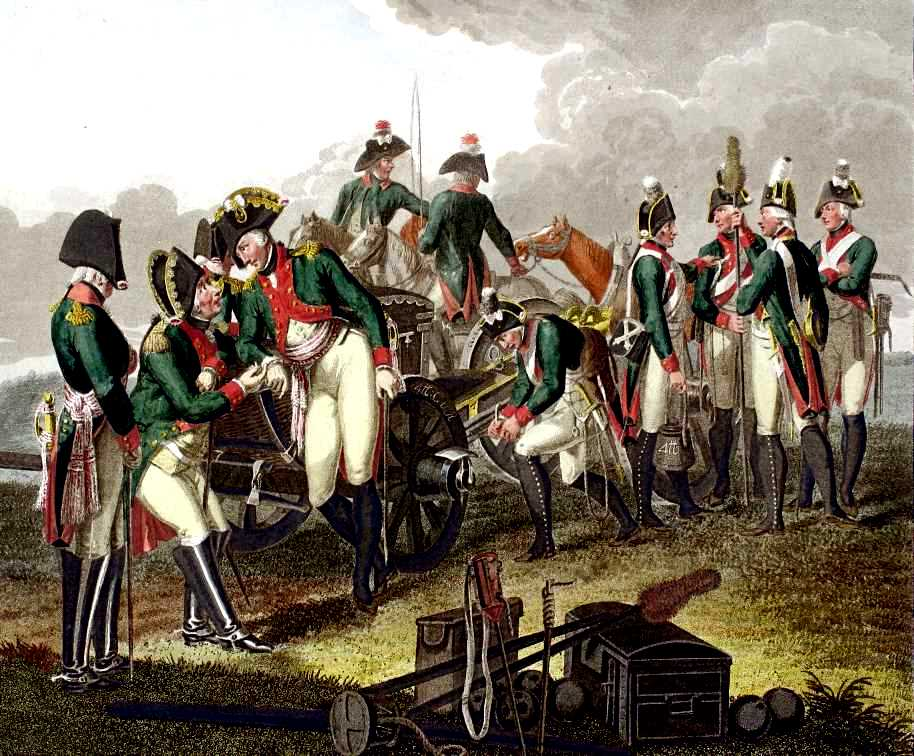
Artilleriekorps

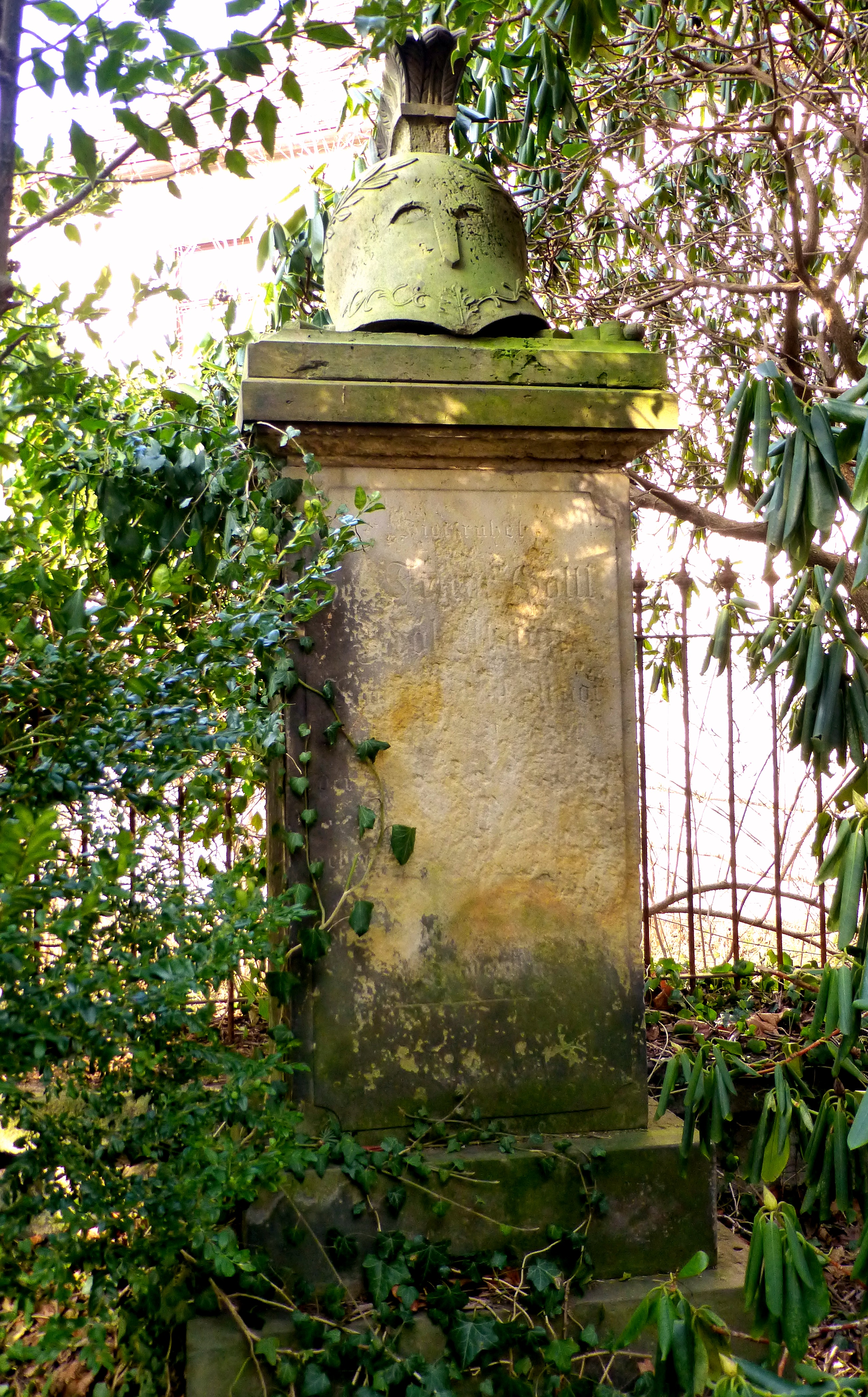
Ehrendenkmal

Friedrich Gottlieb Probsthayn (* 13. Dezember 1778 in Moritzburg; † 9. November 1839 in Radeberg) war ein deutscher Offizier und Major der Artillerie der Sächsischen Armee und Ritter der französischen Ehrenlegion. Probsthayn erhielt 1839 ein Ehrenmal auf dem Kirchhof Radeberg, siehe Liste von Denkmalen, Skulpturen und Ehrentafeln in Radeberg.

## Leben
Friedrich Gottlieb Probsthayn begann seine Laufbahn in der Sächsischen Armee im Jahr 1795. Er avancierte zum Rittmeister des Königlichen Sächsischen Artilleriecorps und in der Folge zum Rittmeister der Artillerie und hatte den Dienstgrad Major und Kommandant der 2. Brigade der reitenden Artillerie inne. Am 18. April 1800 avancierte er zum Stückjunker. Nach Phasen des Kasernendienstes folgten im Jahr 1806 die sieglosen Schlachten gegen die Armee von Napoleon in Jena und Erfurt. Sein Patent zum Stückjunker erhielt er am 8. Januar 1806. Nach dem Frieden von Posen am 11. Dezember 1806 unterstellte der sächsische König seine Armee dem Rheinbund.  Somit beteiligte sich Probsthayn mit den Franzosen im Jahr 1807 an der Belagerung von Linz, dem erfolgreichen Gefecht bei Dornach und der siegreichen Schlacht bei Wagram am 5. und 6. Juli 1809 gegen Österreich.

### 1812
Im März 1812 marschierten die Sachsen im Verband des Rheinbundes Richtung Osten. Die siegreiche Schlacht bei Podobna (Schlacht bei Gorodeczno) am 31. Juli 1812 war Teil von Napoleons Russlandfeldzug und brachte Probsthayn die Beförderung zum Premierleutnant am 18. April 1813. Beim weiteren Vormarsch nach Moskau kam es vom 26. August bis 7. September zu einer erbitterten erfolg- und verlustreichen Schlacht bei Borodino, am 14. September marschierten die Reste der Sächsischen Armee in Moskau ein. Der Rückzug der Armeen des Rheinbundes aus Moskau begann am 14. Dezember 1812. Die Verluste des Russlandfeldzuges waren für die Sachsen sehr hoch, von dem 28.000 Mann umfassenden Heer überlebte nur ein geringer Bruchteil. Während der Befreiungskriege beteiligte sich Probsthayn mit der Rheinbundarmee an der erfolgreichen Schlacht bei Großgörschen. Weitere Schlachten mit der Rheinbund-Armee folgten bei Reichenbach, Haynau und Großbeeren. Danach folgte am 6. September 1813 die verlorene Schlacht bei Dennewitz. Dort besiegten preußische, russische und schwedische Truppen die französische Armee und die mit ihr verbündeten Sachsen. Die Völkerschlacht bei Leipzig vom 16. bis 19. Oktober 1813 war auch für die Sächsische Armee die Entscheidungsschlacht. Für seine Verdienste bei der Schlacht bei Bautzen am 20. und 21. Mai 1813 erhielt Probsthayn das Kreuz der französischen Ehrenlegion, Orden Chevalier de la Légion d’Honneur No. 41 538, Patent erteilt am 12. Oktober 1813.

### 1813
Im November 1813 belagerten die Sachsen die Festung Torgau. Anschließend sammelte sich das Korps in der Nähe von Merseburg zur Neuorganisation unter General von Thielmann.
Im Dezember 1813 wurde die sächsische Armee mit Major Probsthayn dem 3. deutschen Armeekorps eingegliedert und beteiligte sich am Feldzug gegen Frankreich. Am 2. Februar 1814 marschierte die sächsische Armee unter dem Kommando von General Le Coq nach Westen ab. Im März verstärkte sich das Armeekorps mit General von Thielmann und weiteren 7000 Mann. Das sächsische Korps mit Probsthayn zog dann zur Maubeuge und belagerte diese ab dem 21. März. Weitere sächsische Truppen nahmen an der Belagerung von Antwerpen teil. Durch die Eroberung von Paris und den Sturz Napoleons unterzeichnete General Nicolas-Joseph Maison einen Waffenstillstand und beendete den Frühjahresfeldzug von 1814. Das 3. Armeekorps wurde in Flandern als Besatzungsarmee eingesetzt.

### 1815
Während des Sommerfeldzugs von 1815 wurden sächsische Einheiten für die Belagerung von Schlettstadt und zur Beobachtung der Stadt Neu-Breisach eingesetzt. Das sächsische Korps wurde im Januar 1816 in das Département Nord verlegt. Im Dezember 1818 marschierten die sächsischen Truppen in Richtung Heimat.

### 1818
Nach Rückkehr der sächsischen Truppen aus Frankreich fand eine erneute Reformierung der Armee statt. Durch die Territorial- und Bevölkerungsverluste Sachsens infolge des Wiener Kongresses entwickelte sich diese jedoch wenig umfangreich. Innerhalb der ersten Friedensjahre nach den napoleonischen Kriegen entstanden neue Reglements für das Militärgerichtwesen, das Exerzieren sowie die Verwaltung und die Disziplinarstrafen und deren Anwendung.

### 1821
Im Bundesheer des Deutschen Bundes stellte Sachsen nach der Bundeskriegsverfassung vom 9. April 1821 nach Österreich, Preußen und Bayern das viertgrößte Kontingent. Für dieses Armeekorps stellte das Königreich Sachsen auch den Generalstab und hatte das Oberkommando inne. Am 1. Dezember 1825 erhielt Probsthayn das Patent zum Capitain 1. Klasse und wurde zum Major der reitenden Brigaden der Artillerie ernannt. Während der Unruhen der Julirevolution 1831 wurde teilweise das sächsische Militär zur Niederschlagung eingesetzt. Durch die neue Verfassung 1832 des Königreiches Sachsen erfolgte eine weitere Militärreform, an deren Mitwirkung war auch Probsthayn maßgeblich beteiligt, wie auch an der ab 1834 eingeführten Wehrpflicht. Am 9. November 1839 verstarb Probsthayn in Radeberg, dem Standort der sächsischen Artilleriebrigaden. Seinen Grabstein, ein Ehrendenkmal, errichteten Oberleutnant und Adjutant Ludwig Albert Schmalz und Oberpfarrer und Superindentant Ernst Wilhelm Martini auf dem Gottesacker an der Stadtkirche zu Radeberg. Das Denkmal hat folgenden Inschriften:

Vorderseite

Herr Friedr. Gottl.

Probsthayn

Königl. Sächs. Major und

Commandandeur der Brigade reit.

Artillerie zu Radeberg

geboren den 13. Dezember 1778

zu Moritzburg

gestorben den 7. November 1839

zu Radeberg

Dienstzeit 44 Jahre

Campagnen:

1806, 1813, 1814 und 1815

Schlachten:

bey Jena, Bautzen, Großbeeren und Leipzig

Gefechte:

bey Reichenbach, Leopolshayn, Altjauer, Nunsdorf,

Wittstock und Kleinwelka

Blockaden:

bey Torgau, Antwerpen, Lille, Courdray und Neubreisbach

Linke Seite:

Ritter

der Königl. franz. Ehrenlegion

damit beliehen bey einer ruhmreichen Tat

in der Schlacht bey Bautzen

Rückseite Sockel:

Dieses Denkmal

errichtet aus Liebe und Dankbarkeit

die Hinterlassenen

Erneuert zum 50. Jahrestag der Schlacht bei Bautzen

am 20. und 21. Mai 1813

Wiederhergestellt im April 1906